# Wilhelm Liebknecht
Wilhelm Martin Philipp Christian Ludwig Liebknecht, född 29 mars 1826 i Giessen, död 7 augusti 1900 i Charlottenburg, var en tysk socialistisk politiker, en av grundarna (tillsammans med August Bebel) av Tysklands socialdemokratiska parti (SPD). Liebknecht var vän till de marxistiska pionjärerna Karl Marx, Friedrich Engels och Ferdinand Lassalle. Han var aktiv under revolutionen 1848. Han var far till Karl och Theodor Liebknecht.

## Biografi
Wilhelm Liebknecht studerade teologi, filosofi och filologi vid universiteten i Giessen, Berlin och Marburg. Genom läsning särskilt av Henri de Saint-Simons skrifter tog han tidigt intryck av socialismen, vistades en tid i Zürich som lärare, återvände 1848 till sitt hemland och deltog i september samma år i de badensiska politiska upprorsförsöken, hölls därefter några månader till maj 1849 i fängelse, flydde till Schweiz, blev i Genève ordförande för tyska arbetareföreningen och utvisades. I London, där han nära umgicks med Marx, inträdde han i det kommunistiska förbundet och hade sitt uppehälle som tidningskorrespondent. 
Återkommen till Tyskland till följd av amnestin 1861 var han en kortare tid utrikesredaktör vid Norddeutsche Allgemeine Zeitung, flyttade sedan till Leipzig, förenade sig med Lassalles Allmänna tyska arbetareförening och medarbetade en kort tid i dess organ, Der Social-Demokrat, utgiven av Johann Baptist von Schweitzer. Ett besök i Berlin 1865, trots utvisningen, gav honom tre månaders fängelse. I augusti 1867 valdes han in som representant för sachsiska kretsen Stollberg i nordtyska riksdagen. 
Han hade i Leipzig tidigt kommit i kontakt med Bebel, senare ordförande för det liberaldemokratiska Förbundet av tyska arbetareföreningar. På kongressen i Eisenach 1869, där ett antal bemärkta lassalleaner deltog, bildades det tyska socialdemokratiska arbetarepartiet, i vilket det ovannämnda bebelska förbundet uppgick. Det senares språkrör, Demokratisches Wochenblatt, blev det nya partiets organ under namnet Der Volksstaat och med Liebknecht fortfarande som redaktör. År 1872 blev han, tillsammans med Bebel, dömd för förberedelse till högförräderi till två års fästning, som avtjänades under för övrigt idylliska förhållanden på Hubertusburg.
Av den ovannämnda sachsiska valkretsen utsågs Liebknecht 1874 till ledamot av riksdagen, där han sedermera, med undantag av en kortare period, innehade plats till sin död, från 1888 för Berlins sjätte krets. Han var även medlem av sachsiska lantdagen åren 1879–1885 och 1889–1892. Sedan Der Volksstaat uppgått i Vorwärts, ledde han denna tidning till dess undertryckande 1878. Han utvisades från Leipzig 1881 och bosatte sig i Borsdorf, men efter socialistlagens upphävande flyttade han 1891 till Berlin som huvudredaktör för det återuppståndna Vorwärts, partiets centralorgan. År 1896 dömdes han till fyra månaders fängelse för sina angrepp på majestätsbrottsåtalen. 
Det var i stor utsträckning Liebknechts förtjänst, att "eisenacher" och "lassalleaner" på kongressen i Gotha 1875 förenade sig till Tysklands socialdemokratiska arbetareparti, liksom han kraftigt medverkade till, att kongressen i Erfurt 1891, i stället för det av Marx underkända Gothaprogrammet, antog ett nytt, fritt från de lassalleska slagorden. Han räknas som en av grundarna av det tyska socialdemokratiska partiet. Under en följd av år var han även den internationella socialdemokratins rådgivare. Han fick inte tid till någon vetenskaplig verksamhet, utan förblev politiker och agitator, men överträffades som talare av Bebel, vars parlamentariska roll också blev större. Som socialistisk teoretiker förblev Liebknecht i huvudsak ortodox marxist. 
Inom det parlamentariska livet gav samme Liebknecht, som tidigare utdömt varje förhandling med motståndarna, så småningom vika för realpolitiska hänsyn och deltog i praktiskt socialreformatoriskt lagstiftningsarbete. Mot den ungradikala, anarkiserande strömningen inom partiet i början av 1890-talet uppträdde han skarpt bestraffande, men bekämpade likaledes de taktiskt opportunistiska och teoretiskt revisionistiska riktningarna, särskilt företrädda av Georg von Vollmar och Eduard Bernstein. Han avled 1900 och begravdes under uppmärksammade former på Zentralfriedhof Friedrichsfelde i Berlin.
Bland Liebknechts många skrifter märks Volks-Fremdwörterbuch (1881), Ein Blick in die Neue Welt (1887), Robert Blum und seine Zeit (1888), Geschichte der französischen Revolution (1890), Die Emser Depesche (1891), Robert Owen (1892), Karl Marx zum Gedächtnis (1896). På svenska utkom 1908 Militarism och antimilitarism.
Skriften Volks-Fremdwörterbuch brändes demonstrativt av nationalsocialister under de omfattande bokbålen i Tyskland 1933.

## Citat
| ” | När man skrapar på dagens kultur så kommer barbariet fram. | „ |
| – Wilhelm Liebknecht i talet Vetande är makt – makt är vetande inför Dresdens arbetarförening, 1872. |                                                            |   |